# Electronic Privacy Information Center
Electronic Privacy Information Center (EPIC) - organizacja powstała w 1994 r., z siedzibą w Waszyngtonie, zajmująca się ochroną prawa użytkowników technologii informatycznych do poufności. EPIC opracowała obszerny Guide to Privacy Resources zawierający informacje o źródłach oraz konferencjach i wydarzeniach związanych z tą tematyką. EPIC publikuje także sieciowy biuletyn dotyczący praw obywatelskich w erze informacji - EPIC Alert.